# Anatonchus dolichurus
Anatonchus dolichurus är en rundmaskart. Anatonchus dolichurus ingår i släktet Anatonchus och familjen Anatonchidae. Arten är reproducerande i Sverige. Inga underarter finns listade i Catalogue of Life.